# Amegilla confusa
Amegilla confusa es una especie de abeja excavadora perteneciente al género Amegilla, categorizada en la tribu Anthophorini, de la subfamilia Apinae. Fue descrita científicamente por el entomólogo inglés Frederick Smith en 1854.
Mide 9-11 mm de longitud, con pelaje relativamente corto y grueso, tórax de color gris y oscuro, aunque varía a amarillo. Patas con pelaje corto. Alas marrones.

## Distribución
Se distribuye por Asia, en Irán, Pakistán, India, Nepal, China, Birmania y Corea del Norte.